# Liste der Einträge im National Register of Historic Places in Concord (Massachusetts)

Lage des Middlesex County in Massachusetts

Die Liste der Einträge im National Register of Historic Places in Concord in Massachusetts führt alle Bauwerke, National Historic Landmarks und Historic Districts in Concord auf, die in das National Register of Historic Places aufgenommen wurden.
Die vorliegende Liste wurde aufgrund der Vielzahl an Einträgen in Concord ausgelagert und ist integraler Bestandteil der Liste der Einträge im National Register of Historic Places im Middlesex County.

## Legende
| NRHP | Historic Place    |
| NHL  | Historic Landmark |
| HD   | Historic District |

## Aktuelle Einträge
| [ 2 ] | Name                                                     | Bild                                                     | Eintragsdatum                 | Lage                                                                       | Ort     | Beschreibung                                       |
| ----- | -------------------------------------------------------- | -------------------------------------------------------- | ----------------------------- | -------------------------------------------------------------------------- | ------- | -------------------------------------------------- |
| 1     | Col. James Barrett Farm                                  | Col. James Barrett Farm                                  | 15. Nov. 1973 ID-Nr. 73000290 | 448 Barrett’s Mill Rd. 42° 28′ 55″ N, 71° 22′ 54″ W                        | Concord |                                                    |
| 2     | Col. Roger Brown House                                   | Col. Roger Brown House                                   | 27. Jan. 1983 ID-Nr. 83000785 | 1694 Main St. 42° 27′ 11″ N, 71° 24′ 33″ W                                 | Concord |                                                    |
| 3     | Concord Armory                                           | Concord Armory                                           | 12. Sep. 2007 ID-Nr. 07000945 | 51 Walden St. 42° 27′ 32″ N, 71° 20′ 58″ W                                 | Concord |                                                    |
| 4     | Concord Monument Square-Lexington Road Historic District | Concord Monument Square-Lexington Road Historic District | 13. Sep. 1977 ID-Nr. 77000172 | MA 2A 42° 27′ 34″ N, 71° 20′ 51″ W                                         | Concord |                                                    |
| 5     | Dr. John Cuming House                                    | Dr. John Cuming House                                    | 11. Nov. 1977 ID-Nr. 77000175 | 42° 28′ 2,5″ N, 71° 23′ 46,6″ W                                            | Concord |                                                    |
| 6     | Damon Mill                                               | Damon Mill                                               | 25. Mai 1979 ID-Nr. 79000360  | 9 Pond Lane 42° 27′ 12″ N, 71° 24′ 35″ W                                   | Concord |                                                    |
| 7     | Isaac Davis Trail                                        | Isaac Davis Trail                                        | 11. Apr. 1972 ID-Nr. 72001347 | 42° 28′ 48″ N, 71° 23′ 57″ W                                               | Concord |                                                    |
| 8     | Ralph Waldo Emerson House                                | weitere Bilder                                           | 15. Okt. 1966 ID-Nr. 66000365 | 18 Cambridge Turnpike 42° 27′ 27″ N, 71° 20′ 39″ W                         | Concord | Wohnhaus von Ralph Waldo Emerson                   |
| 9     | Jonathan Hildreth House                                  | Jonathan Hildreth House                                  | 3. Apr. 1991 ID-Nr. 91000362  | 8 Barrett’s Mill Rd. 42° 28′ 27″ N, 71° 21′ 56″ W                          | Concord |                                                    |
| 10    | Hosmer Homestead                                         | Hosmer Homestead                                         | 3. Juni 1999 ID-Nr. 99000659  | 138 Baker Ave. 42° 27′ 41″ N, 71° 23′ 5″ W                                 | Concord |                                                    |
| 11    | Joseph Hosmer House                                      | Joseph Hosmer House                                      | 9. März 1990 ID-Nr. 90000170  | 572 Main St. 42° 27′ 26″ N, 71° 22′ 13″ W                                  | Concord |                                                    |
| 12    | Hubbard-French District                                  | Hubbard-French District                                  | 15. Juni 2000 ID-Nr. 00000686 | 324 und 342 Sudbury Rd. 42° 27′ 5″ N, 71° 21′ 35″ W                        | Concord |                                                    |
| 13    | Minute Man National Historical Park                      | Minute Man National Historical Park                      | 15. Okt. 1966 ID-Nr. 66000935 | Entlang der MA 2A von Concord bis Lexington 42° 28′ 9,1″ N, 71° 21′ 1,4″ W | Concord | Am 29. November 2002 bis nach Lexington erweitert. |
| 14    | The Old Manse                                            | weitere Bilder                                           | 15. Okt. 1966 ID-Nr. 66000775 | Monument St. 42° 28′ 6″ N, 71° 20′ 58″ W                                   | Concord |                                                    |
| 15    | Orchard House                                            | weitere Bilder                                           | 15. Okt. 1966 ID-Nr. 66000781 | Lexington Rd. 42° 27′ 32″ N, 71° 20′ 8″ W                                  | Concord |                                                    |
| 16    | Parkman Tavern                                           | Parkman Tavern                                           | 19. Juni 1979 ID-Nr. 79000358 | 20 Powder Mill Rd. 42° 25′ 46″ N, 71° 22′ 36″ W                            | Concord |                                                    |
| 17    | Pest House                                               | Pest House                                               | 18. Apr. 1977 ID-Nr. 77000174 | 153 Fairhaven Rd. 42° 26′ 51″ N, 71° 21′ 38″ W                             | Concord |                                                    |
| 18    | Thomas Mott Shaw Estate                                  | Thomas Mott Shaw Estate                                  | 20. Nov. 1987 ID-Nr. 87001395 | 317 Garfield Rd. 42° 25′ 42″ N, 71° 21′ 49″ W                              | Concord |                                                    |
| 19    | Sleepy Hollow Cemetery                                   | Sleepy Hollow Cemetery                                   | 19. Aug. 1998 ID-Nr. 98000991 | 34A Bedford St. 42° 27′ 52″ N, 71° 20′ 42″ W                               | Concord |                                                    |
| 20    | Thoreau-Alcott House                                     | Thoreau-Alcott House                                     | 12. Juli 1976 ID-Nr. 76000247 | 255 Main St. 42° 27′ 30″ N, 71° 21′ 30″ W                                  | Concord |                                                    |
| 21    | Union Station                                            | Union Station                                            | 2. März 1989 ID-Nr. 89000143  | 20 Commonwealth Ave. 42° 27′ 24″ N, 71° 23′ 40″ W                          | Concord |                                                    |
| 22    | Walden Pond                                              | weitere Bilder                                           | 15. Okt. 1966 ID-Nr. 66000790 | 42° 26′ 20″ N, 71° 20′ 20″ W                                               | Concord |                                                    |
| 23    | The Wayside                                              | weitere Bilder                                           | 11. Juli 1980 ID-Nr. 80000356 | 455 Lexington Rd. 42° 27′ 33″ N, 71° 20′ 2″ W                              | Concord |                                                    |
| 24    | Wheeler-Harrington House                                 | Wheeler-Harrington House                                 | 23. Juli 2013 ID-Nr. 13000534 | 249 Harrington Ave. 42° 26′ 56,6″ N, 71° 24′ 12,4″ W                       | Concord |                                                    |
| 25    | Wheeler-Minot Farmhouse                                  | Wheeler-Minot Farmhouse                                  | 19. März 2004 ID-Nr. 04000190 | 341 Virginia Rd. 42° 28′ 10″ N, 71° 18′ 41″ W                              | Concord |                                                    |
| 26    | Wheeler-Merriam House                                    | Wheeler-Merriam House                                    | 26. Nov. 1982 ID-Nr. 82000493 | 477 Virginia Rd. 42° 28′ 6″ N, 71° 18′ 28″ W                               | Concord |                                                    |
| 27    | Wright’s Tavern                                          | Wright’s Tavern                                          | 15. Okt. 1966 ID-Nr. 66000793 | Lexington Road 42° 27′ 36″ N, 71° 20′ 57″ W                                | Concord |                                                    |